# Port lotniczy Bouaké
Port lotniczy Bouaké – międzynarodowy port lotniczy położony w Bouaké. Jest drugim co do wielkości lotniskiem Wybrzeża Kości Słoniowej.

## Kierunki lotów i linie lotnicze
| Linia Lotnicza    | Kierunek             |
| ----------------- | -------------------- |
| Air Côte d'Ivoire | 1. Abidżan 2. Bamako |